# Келбасин
Келбасин (пол. Kiełbasin) — деревня в гмине Хелмжа Торуньского повета Куявско-Поморского воеводства в центральной части севера Польши.

## Достопримечательности
В деревне действует готическая церковь, построенная в первой половине XIV века.